# Panjiakoureservoaren
Panjiakoureservoaren eller Panjiakou Shuiku (kinesiska: 潘家口水库) är en reservoar i Luanflodeni Kina.   Den ligger i provinsen Hebei, i den nordöstra delen av landet, 170 km öster om huvudstaden Peking. Panjiakou Shuiku ligger 200 meter över havet. Arean är 19,4 kvadratkilometer. Trakten runt Panjiakou Shuiku består i huvudsak av gräsmarker. Den sträcker sig 9,4 kilometer i nord-sydlig riktning, och 10,5 kilometer i öst-västlig riktning.
Inlandsklimat råder i trakten. Årsmedeltemperaturen i trakten är 11 °C. Den varmaste månaden är juli, då medeltemperaturen är 24 °C, och den kallaste är januari, med −5 °C. Genomsnittlig årsnederbörd är 924 millimeter. Den regnigaste månaden är juli, med i genomsnitt 271 mm nederbörd, och den torraste är januari, med 2 mm nederbörd.